# Aranèids
Els aranèids o araneids (Araneidae) són una família d'aranyes araneomorfes. Són el grup més comú d'aranyes constructores de teranyines orbitals, amb una forma circular en espiral –en anglès se les anomena orb-weaver spider (aranya de teranyina orbital)–, que sovint es troben als jardins, camps i pels boscos. Els aranèids tenen vuit ulls similars, cames peludes o espinoses, i no tenen òrgans estridulatoris.
La família és cosmopolita, i inclou nombroses de les populars grans aranyes de jardí, moltes de colors brillants. Amb 3.122 espècies distribuïdes en 172 gèneres d'arreu del món, els aranèids són la tercera família més gran d'aranyes, darrere dels saltícids (Salticidae) i els linífids (Linyphiidae). Les xarxes dels aranèids es construeixen d'una manera estereotipada; l'aranya construeix un marc de seda antiadherent abans que hi afegeixi una espiral final de seda coberta de gotetes adhesives. Les teranyines orbiculars també són produïdes per membres d'altres famílies d'aranyes com els tetragnàtids (Tetragnathidae) de llargues mandíbules que anteriorment havien estat inclosos dins els Araneidae. També la família dels àrquids (Arkyidae) s'han separat de les Araneidae.

## Sistemàtica
El novembre de 2015 el World Spider Catalog reconeixia els següents gèneres d'aranèids:
- Acacesia Simon, 1895
- Acantharachne Tullgren, 1910
- Acanthepeira Marx, 1883
- Acroaspis Karsch, 1878
- Acrosomoides Simon, 1887
- Actinacantha Simon, 1864
- Actinosoma Holmberg, 1883
- Aculepeira Chamberlin & Ivie, 1942
- Acusilas Simon, 1895
- Aethriscus Pocock, 1902
- Aethrodiscus Strand, 1913
- Aetrocantha Karsch, 1879
- Afracantha Dahl, 1914
- Agalenatea Archer, 1951
- Alenatea Song & Zhu, 1999
- Allocyclosa Levi, 1999
- Alpaida O. Pickard-Cambridge, 1889
- Amazonepeira Levi, 1989
- Anepsion Strand, 1929
- Arachnura Vinson, 1863
- Araneus Clerck, 1757
- Araniella Chamberlin & Ivie, 1942
- Aranoethra Butler, 1873
- Argiope Audouin, 1826
- Arkys Walckenaer, 1837
- Artonis Simon, 1895
- Aspidolasius Simon, 1887
- Augusta O. Pickard-Cambridge, 1877
- Austracantha Dahl, 1914
- Backobourkia Framenau et al., 2010
- Bertrana Keyserling, 1884
- Caerostris Thorell, 1868
- Carepalxis L. Koch, 1872
- Celaenia Thorell, 1868
- Cercidia Thorell, 1869
- Chorizopes O. Pickard-Cambridge, 1870
- Cladomelea Simon, 1895
- Cnodalia Thorell, 1890
- Coelossia Simon, 1895
- Colaranea Court & Forster, 1988
- Collina Urquhart, 1891
- Colphepeira Archer, 1941
- Cryptaranea Court & Forster, 1988
- Cyclosa Menge, 1866
- Cyphalonotus Simon, 1895
- Cyrtarachne Thorell, 1868
- Cyrtobill Framenau & Scharff, 2009
- Cyrtophora Simon, 1864
- Deione Thorell, 1898
- Deliochus Simon, 1894
- Demadiana Strand, 1929
- Dolophones Walckenaer, 1837
- Dubiepeira Levi, 1991
- Edricus O. Pickard-Cambridge, 1890
- Enacrosoma Mello-Leitão, 1932
- Encyosaccus Simon, 1895
- Epeiroides Keyserling, 1885
- Eriophora Simon, 1864
- Eriovixia Archer, 1951
- Eustacesia Caporiacco, 1954
- Eustala Simon, 1895
- Exechocentrus Simon, 1889
- Faradja Grasshoff, 1970
- Friula O. Pickard-Cambridge, 1896
- Galaporella Levi, 2009
- Gasteracantha Sundevall, 1833
- Gastroxya Benoit, 1962
- Gea C. L. Koch, 1843
- Gibbaranea Archer, 1951
- Glyptogona Simon, 1884
- Heterognatha Nicolet, 1849
- Heurodes Keyserling, 1886
- Hingstepeira Levi, 1995
- Hypognatha Guérin, 1839
- Hypsacantha Dahl, 1914
- Hypsosinga Ausserer, 1871
- Ideocaira Simon, 1903
- Isoxya Simon, 1885
- Kaira O. Pickard-Cambridge, 1889
- Kapogea Levi, 1997
- Kilima Grasshoff, 1970
- Larinia Simon, 1874
- Lariniaria Grasshoff, 1970
- Larinioides Caporiacco, 1934
- Leviellus Wunderlich, 2004
- Lewisepeira Levi, 1993
- Lipocrea Thorell, 1878
- Macracantha Simon, 1864
- Madacantha Emerit, 1970
- Mahembea Grasshoff, 1970
- Mangora O. Pickard-Cambridge, 1889
- Manogea Levi, 1997
- Mastophora Holmberg, 1876
- Mecynogea Simon, 1903
- Megaraneus Lawrence, 1968
- Melychiopharis Simon, 1895
- Metazygia F. O. Pickard-Cambridge, 1904
- Metepeira F. O. Pickard-Cambridge, 1903
- Micrathena Sundevall, 1833
- Micrepeira Schenkel, 1953
- Micropoltys Kulczy?ski, 1911
- Milonia Thorell, 1890
- Molinaranea Mello-Leitão, 1940
- Nemoscolus Simon, 1895
- Nemosinga Caporiacco, 1947
- Nemospiza Simon, 1903
- Neogea Levi, 1983
- Neoscona Simon, 1864
- Nicolepeira Levi, 2001
- Novakiella Court & Forster, 1993
- Novaranea Court & Forster, 1988
- Nuctenea Simon, 1864
- Ocrepeira Marx, 1883
- Ordgarius Keyserling, 1886
- Paralarinia Grasshoff, 1970
- Paraplectana Brito Capello, 1867
- Paraplectanoides Keyserling, 1886
- Pararaneus Caporiacco, 1940
- Parawixia F. O. Pickard-Cambridge, 1904
- Parazygiella Wunderlich, 2004
- Parmatergus Emerit, 1994
- Pasilobus Simon, 1895
- Perilla Thorell, 1895
- Pherenice Thorell, 1899
- Phonognatha Simon, 1894
- Pitharatus Simon, 1895
- Plebs Joseph & Framenau, 2012
- Poecilarcys Simon, 1895
- Poecilopachys Simon, 1895
- Poltys C. L. Koch, 1843
- Porcataraneus Mi & Peng, 2011
- Pozonia Schenkel, 1953
- Prasonica Simon, 1895
- Prasonicella Grasshoff, 1971
- Pronoides Schenkel, 1936
- Pronous Keyserling, 1881
- Pseudartonis Simon, 1903
- Pseudopsyllo Strand, 1916
- Psyllo Thorell, 1899
- Pycnacantha Blackwall, 1865
- Rubrepeira Levi, 1992
- Scoloderus Simon, 1887
- Sedasta Simon, 1894
- Singa C. L. Koch, 1836
- Singafrotypa Benoit, 1962
- Siwa Grasshoff, 1970
- Spilasma Simon, 1897
- Spinepeira Levi, 1995
- Spintharidius Simon, 1893
- Stroemiellus Wunderlich, 2004
- Taczanowskia Keyserling, 1879
- Talthybia Thorell, 1898
- Tatepeira Levi, 1995
- Telaprocera Harmer & Framenau, 2008
- Testudinaria Taczanowski, 1879
- Thelacantha Hasselt, 1882
- Thorellina Berg, 1899
- Togacantha Dahl, 1914
- Umbonata Grasshoff, 1971
- Ursa Simon, 1895
- Verrucosa McCook, 1888
- Wagneriana F. O. Pickard-Cambridge, 1904
- Witica O. Pickard-Cambridge, 1895
- Wixia O. Pickard-Cambridge, 1882
- Xylethrus Simon, 1895
- Yaginumia Archer, 1960
- Zealaranea Court & Forster, 1988
- Zilla C. L. Koch, 1834
- Zygiella F. O. Pickard-Cambridge, 1902

## Superfamília Araneoidea
Els aranèids havien format part de la superfamília dels araneoïdeus (Araneoidea), al costat de tretze famílies més entre les quals cal destacar pel seu nombre d'espècies: linífids, terídids i nestícids.
Les aranyes, tradicionalment, foren classificades en famílies que van ser agrupades en superfamílies. Quan es van aplicar anàlisis més rigorosos, com la cladística, es va fer evident que la major part de les principals agrupacions utilitzades durant el segle XX no eren compatibles amb les noves dades. Actualment, els llistats d'aranyes, com ara el World Spider Catalog, ja ignoren la classificació per sobre del nivell familiar.

## Fotos

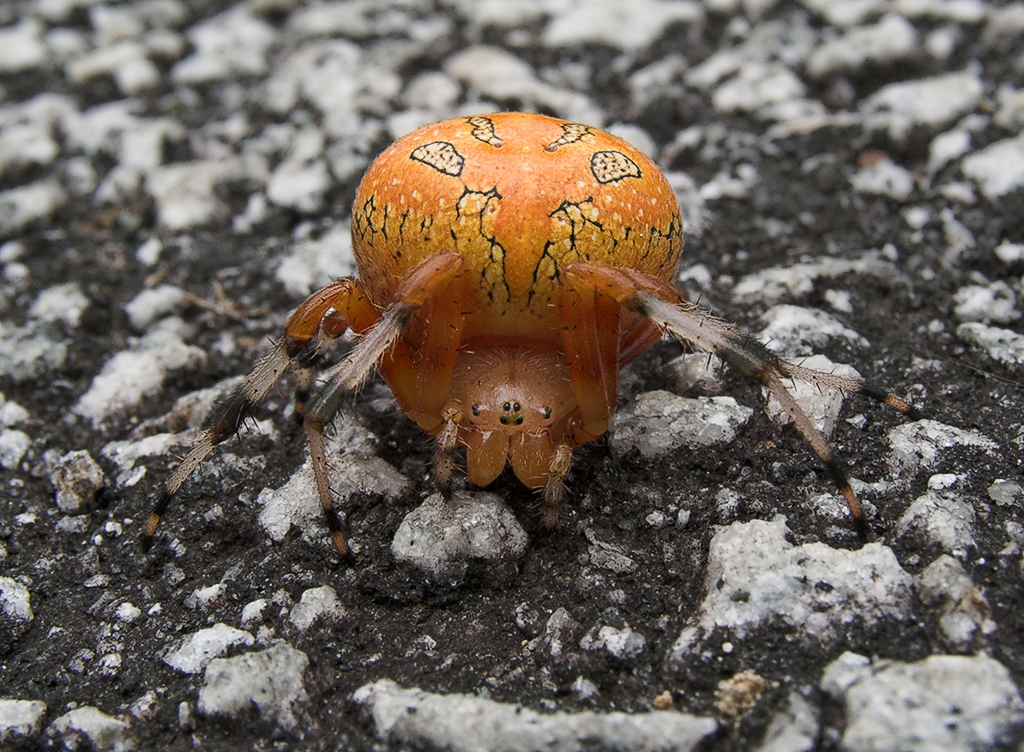
Araneus marmoreus
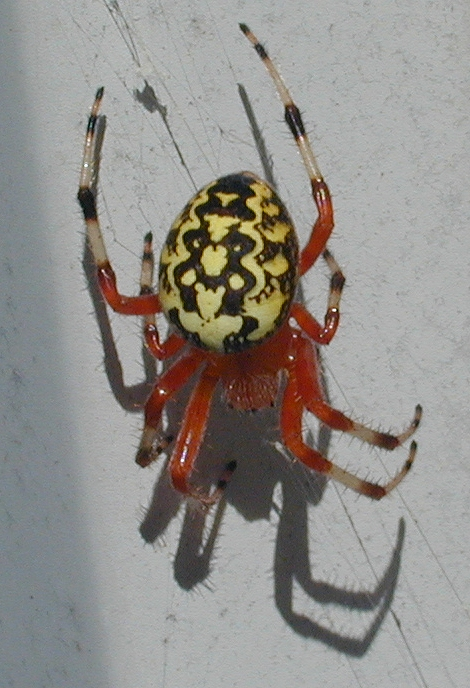
Araneus marmoreus
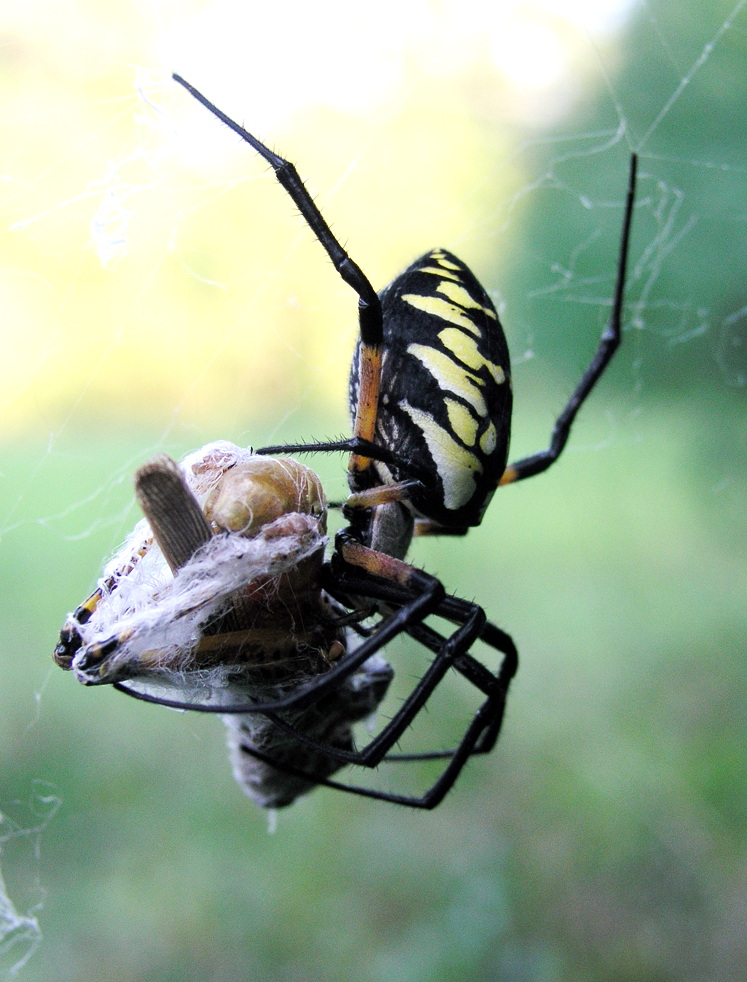
Argiope aurantia
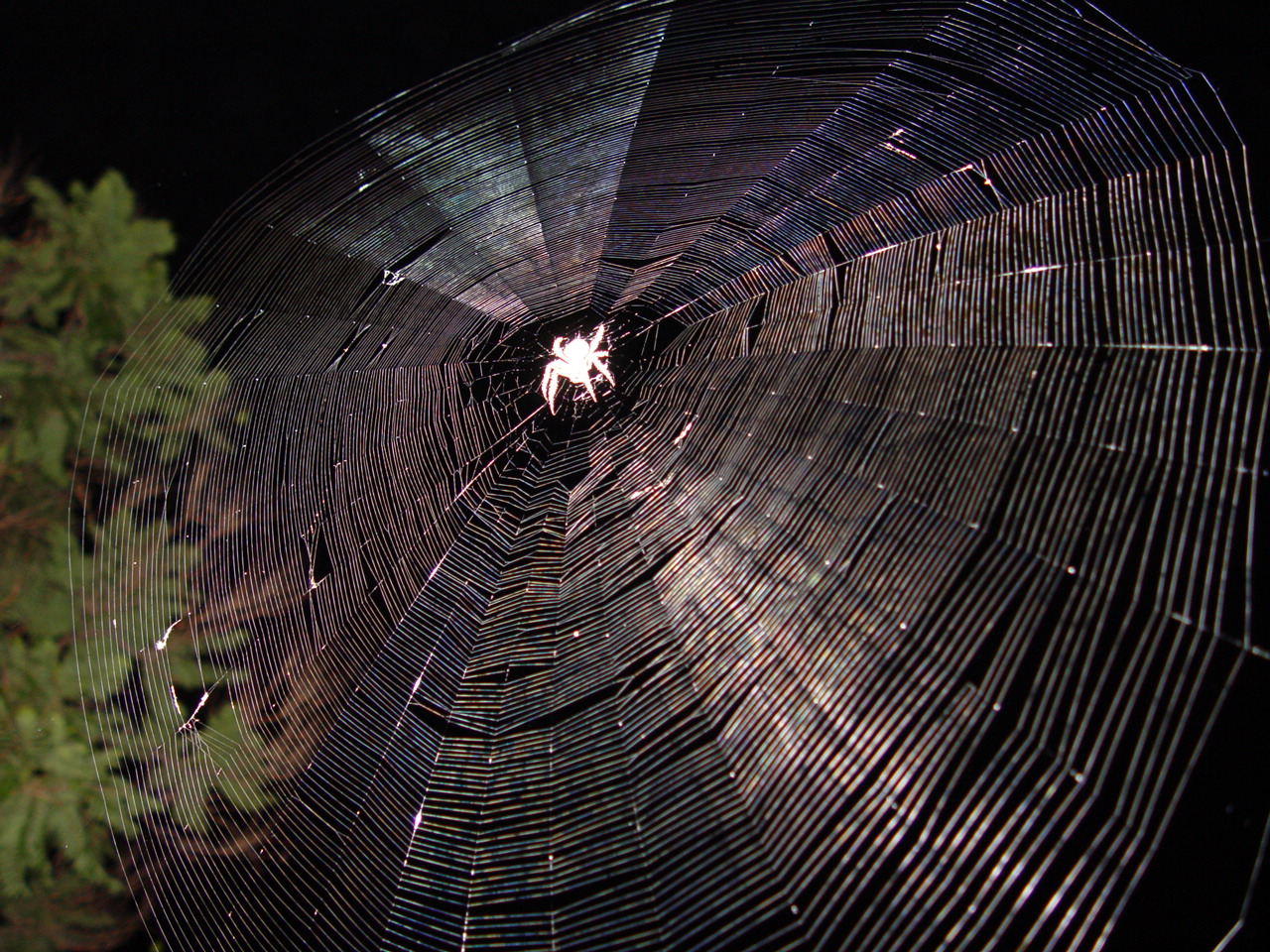
Teranyina a la nit
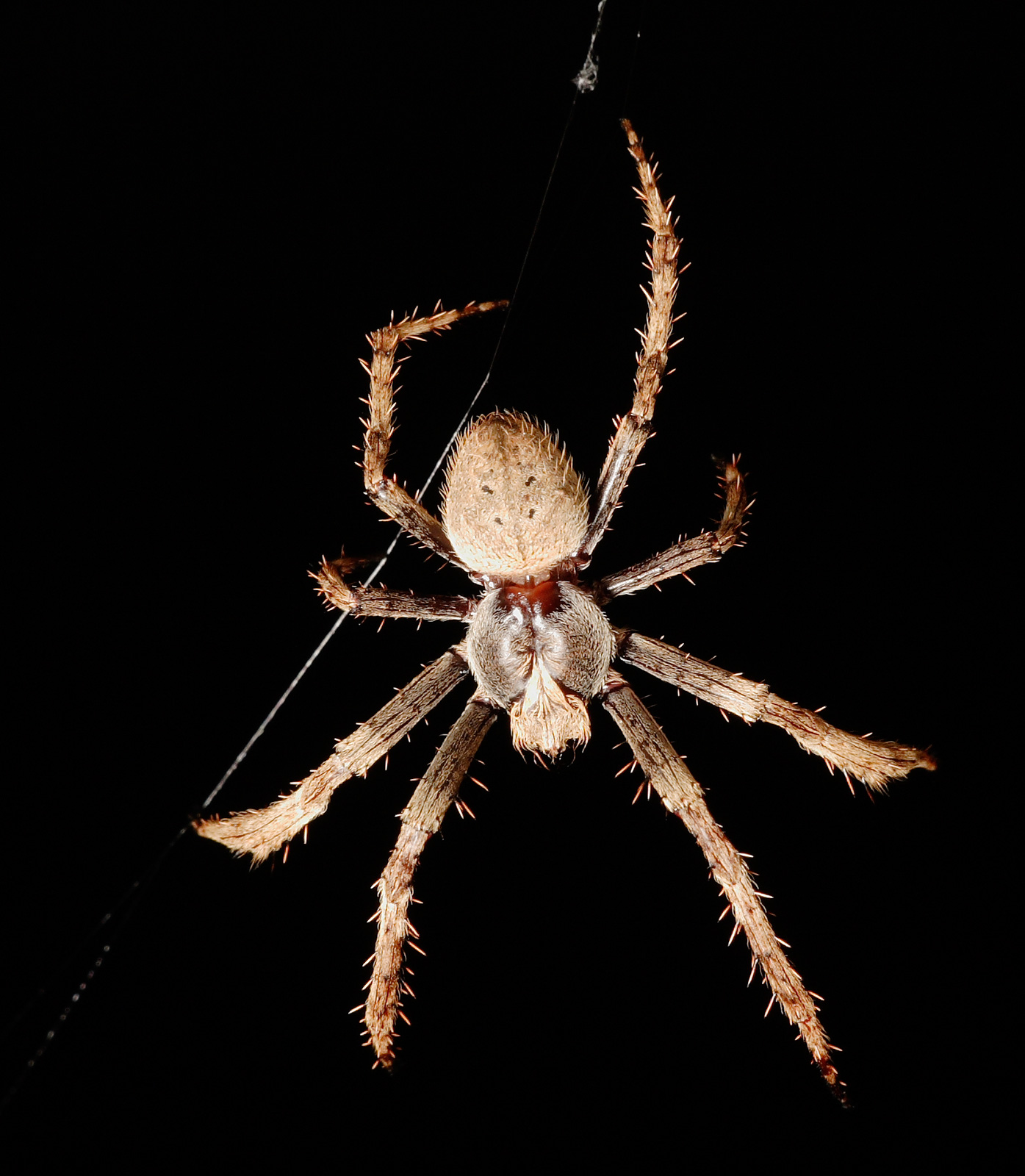
Teranyina a la nit
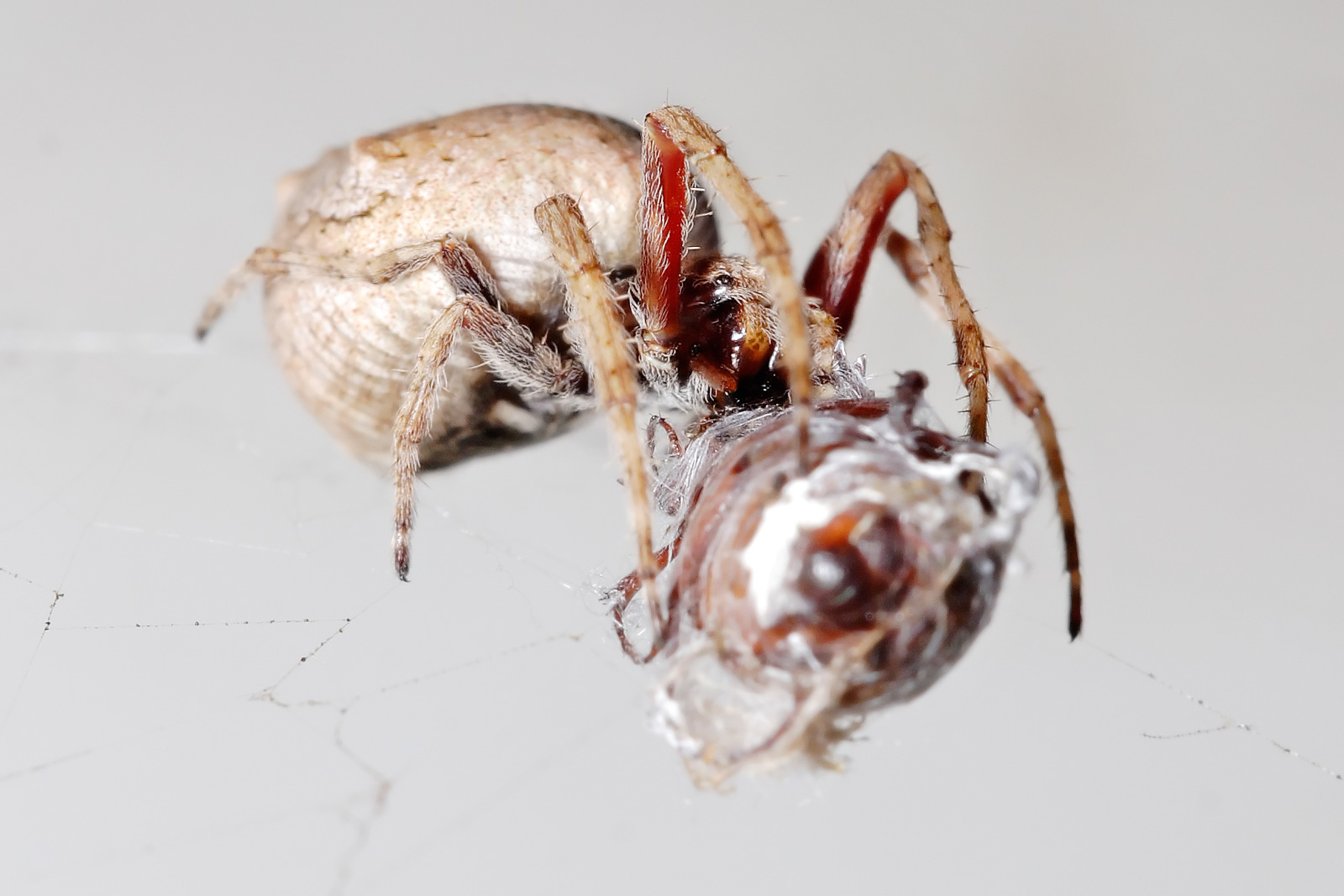
Araneid menjant una aranya